# Florian Geyer

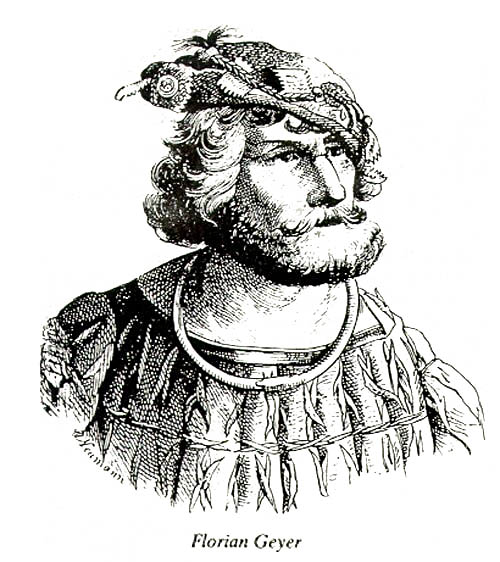
Gravura de Florian Geyer

Florian Geyer von Giebelstadt (por vezes escrito como Geier, Giebelstadt, por volta de 1490 - Wurtzburgo, 10 de junho de 1525) foi um nobre e cavaleiro franconiano, ocupando cargos diplomáticos ao longo de sua carreira.  Tornou-se conhecido por liderar a Companhia Negra, unidade de cavalaria composta por camponeses durante a Guerra dos Camponeses Alemães. Foi notável por suas ideias anticatólicas.

## Biografia
Florian Geyer nasceu por volta de 1490, em Giebelstadt, Baixa Francônia . Após a morte de seu pai Dietrich em 1492 e de seus dois irmãos mais velhos, Geyer herdou o castelo e a fortuna da família. Entre 1512 e 1513, foi hóspede da corte do rei Henrique VIII na Inglaterra, onde foi apresentado às ideias reformistas de John Wycliffe.
Em 1519, serviu ao Marquês Casimiro de Brandeburgo-Bayreuth no exército da Liga da Suábia contra o Duque Ulrico de Württemberg e Götz von Berlichingen em Möckmühl . Mais tarde naquele ano, Casimiro enviou Geyer a seu irmão, Alberto, Duque de Brandemburgo-Prússia, Grão-Mestre da Ordem Teutônica, para apoiá-lo na Guerra Polaco-Teutônica (1519–1521). Florian Geyer negociou a trégua que acabou com ela. Permanecendo ao serviço de Alberto até 1523, viajando para vários tribunais europeus em missões diplomáticas.
Em 1523, Geyer acompanhou Martinho Lutero em uma visita a Vitemberga. É provável que tenha se tornado adepto à reforma protestante nesse encontro.

## Guerra dos Camponeses Alemães

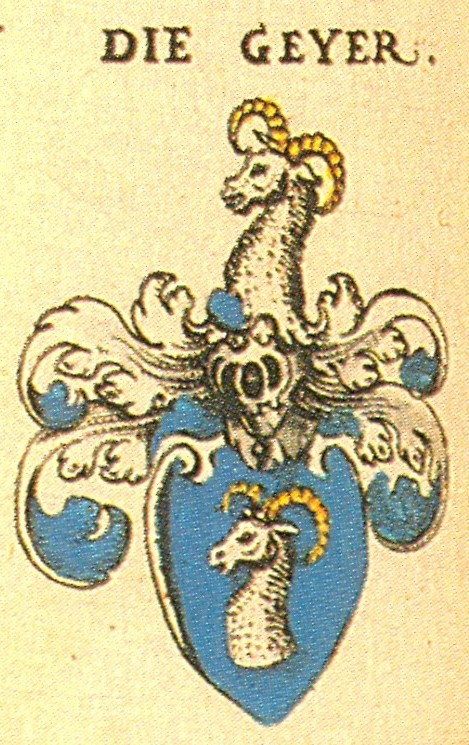
Brasão de armas da família Geyer

Quando a Guerra dos Camponeses Alemães estourou em 1524, Florian Geyer, junto com cavaleiros de baixo escalão e centenas de milicianos camponeses treinados às pressas, estabeleceu a Companhia Negra (Schwarzer Haufen em alemão), que foi possivelmente a única divisão de cavalaria pesada na história Europeia a lutar ao lado de uma revolução camponesa. Ao controlar os cavaleiros imperiais e protestantes no campo de batalha, a Companhia Negra ajudou que o pregador Thomas Müntzer e sua infantaria obtivessem uma série de vitórias na Turíngia. Geyer tem a reputação de ter as palavras "Nulla crux, nulla corona" (Sem cruz, sem coroa) grafadas na lâmina de sua espada. Todos os lados atribuíram a ele a destruição arbitrária de catedrais e castelos e as execuções sumárias dos senhores e sacerdotes que os habitavam. Essa brutalidade contribuiu para que Martinho Lutero se aliasse aos príncipes, conclamando-os a massacrar os camponeses rebeldes.
À medida que a Guerra dos Camponeses se arrastava, muitos dos camponeses rebeldes voltaram para casa, e a maioria dos cavaleiros que ao lado de Geyer se juntaram a Müntzer, desertaram. Müntzer foi derrotado na Batalha de Frankenhausen e executado pouco depois.

A Companhia Negra foi falsamente informada da vitória em Frankenhausen e sofreu uma emboscada fora de Ingolstadt . Eles conseguiram se reagrupar, recuar e fortalecer o castelo e a catedral da cidade. A catedral foi queimada sem sobreviventes e o castelo foi tomado após três investidas. Parte da Companhia Negra escapou, apenas para ser cercada novamente nas florestas das redondezas. 

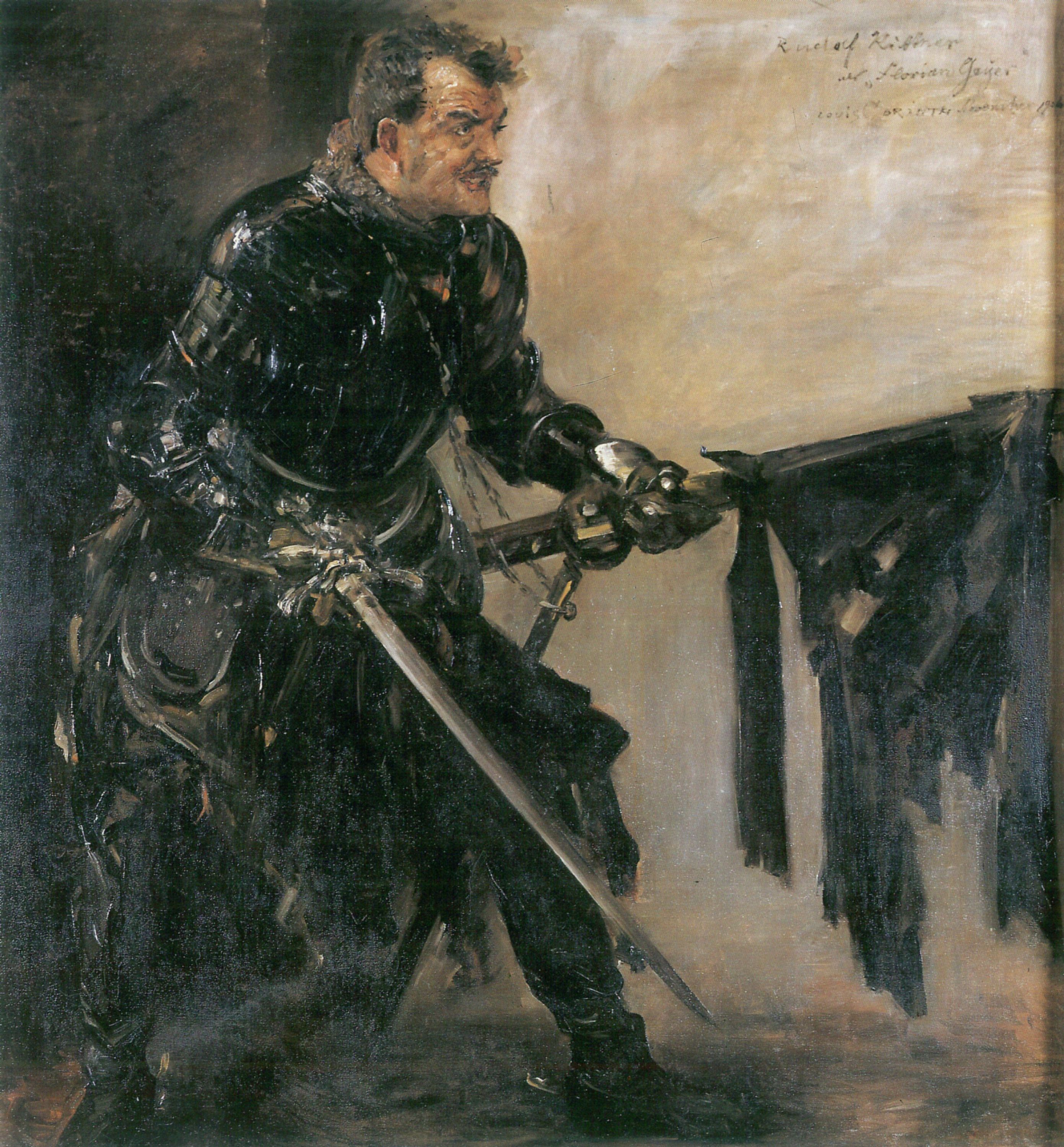
Pintura de Rudolf Rittner como Florian Geyer na obra de Hauptmann.

## Morte
Na noite de 9 para 10 de junho de 1525, ele foi contatado em Würzburg por dois servos de seu cunhado Wilhelm von Grumbach, que haviam declarado sua intenção de ajudá-lo a reacender a Guerra dos Camponeses. Enquanto viajavam juntos, eles esfaquearam Geyer até a morte na Floresta Gramschatz, perto de Wurtzburgo.

## Legado
Geyer foi tratado como um revolucionário comunista no livro de Friedrich Engels, Der Deutscher Bauernkrieg. Nesta obra, Engels afirma que a guerra foi principalmente uma luta de classes pelo controle de fazendas e minas, que subverteu a linguagem bíblica e as metáforas comumente compreendidas pelos camponeses. Seguindo essa linha, um regimento das Forças Militares de Fronteira da República Democrática Alemã, ''Grenzregiment 3 Florian Geyer'', foi nomeado em sua homenagem.

Brasão da 8ª Divisão SS

Geyer foi o herói de uma das principais peças de Gerhart Hauptmann, o drama histórico Florian Geyer (1896). Tal como foi a inspiração para a canção folclórica alemã, "Wir sind des Geyers schwarzer Haufen" ("Somos a Companhia Negra de Florian Geyer"), com uma letra refletindo ideais anticlericais. A canção é conhecida por sua inclusão nos livros do Partido Nazista e da República Democrática Alemã.
Foi considerado um herói por Adolf Hitler e o Partido Nacional-Socialista, tendo sido homenageado com a 8.ª Divisão de Cavalaria SS Florian Geyer recebendo seu nome em 1944.

### Herança
A linhagem de Florian Geyer desapareceu no início do século 18 e seu castelo em Giebelstadt passou de mãos, entretanto, ainda é o local do anual "Florian Geyer Festspiele".

## Literatura
- Hermann Barge: Florian Geyer. Eine biographische Studie. Gerstenberg Verlag, Hildesheim 1972, ISBN 3-8067-0124-5
- Christa Dericum: Des Geyers schwarze Haufen. Florian Geyer und der deutsche Bauernkrieg. Bertelsmann, München 1980, ISBN 3-570-07254-1
- Friedrich Engels: Der deutsche Bauernkrieg. Unrast-Verlag, Münster 2004, ISBN 3-89771-907-X
- Günther Franz: Der deutsche Bauernkrieg. Wissenschaftliche Buchgemeinschaft, Darmstadt 1987, ISBN 3-534-03424-4
- Dagobert von Mikusch: Florian Geyer und der Kampf um das Reich. Schlegel, Berlin 1941.
- Gerhart Hauptmann: Florian Geyer. Die Tragödie des Bauernkrieges. Reclam, Stuttgart 2002, ISBN 3-15-007841-5
- Jeremiah Pearson: Brethren. Book One of the Villeins Trilogy, Incunabula Press 2013, ISBN 978-0989546706.